# Ivan Margolius

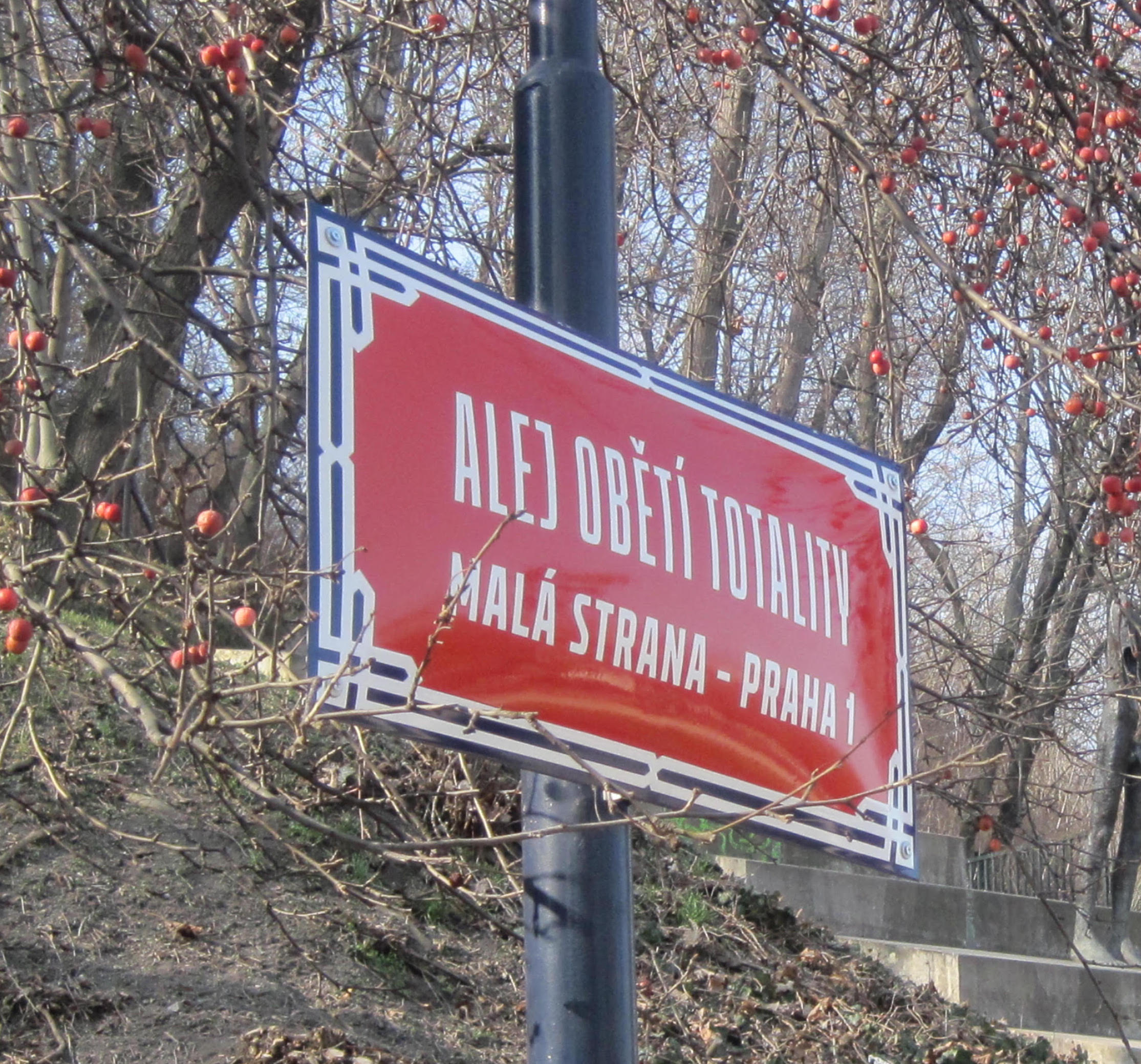
Alej Obětí totality, Malá Strana, Praha 1

Ivan Margolius (27. února 1947, Praha) je spisovatel, architekt a propagátor české kultury a techniky.

## Život
Narodil se v Praze jako syn JUDr. Rudolfa Margoliuse, náměstka ministra zahraničního obchodu, a Hedy Margoliové-Kovályové, české spisovatelky a překladatelky, přičemž oba rodiče přežili holokaust. Navštěvoval základní a střední školy v Praze a začal studovat architekturu na ČVUT v Praze.
V roce 1966 opustil Československo z důvodu politické perzekuce své rodiny. Usadil se ve Velké Británii, kde získal v roce 1973 občanství a dokončil studium architektury na Polytechnice v Londýně. Pracoval jako architekt pro Yorke Rosenberg Mardall, Foster and Partners, Koetter Kim and Associates and Skidmore, Owings and Merrill. Široce spolupracoval s Janem Kaplickým, zakladatelem Future Systems. Margolius je autorem řady článků a knih o umění, architektuře, automobilech, designu a historii. Od dubna 2021 je pravidelným přispěvatelem anglického motoristického časopisu The Automobile.
V roce 2016 Margolius navrhl pražskému magistrátu pojmenovat ulici 'Obětí totality'. To se uskutečnilo v únoru 2018 když se tak pojmenovalo stromořadí vedle Pomníku obětí komunismu na Újezdě, na Malé Straně.

## Publikovaná díla
- Cubism in Architecture and the Applied Arts, David & Charles, Newton Abbot & North Vermont 1979, ISBN 0-7153-7673-X
- Tatra – The Legacy of Hans Ledwinka, SAF Publishing, Harrow 1990, ISBN 0-946719-06-3 (spolu s John G Henry) Cugnot Award of Distinction, 1991
- Škoda Laurin & Klement, Osprey Automotive, London 1992, ISBN 1-85532-237-4 (spolu s Charles Meislem) Cugnot Award of Distinction 1993
- Prague – a guide to 20th century architecture, Ellipsis, London 1996, ISBN 1-899858-18-0
- Church of the Sacred Heart, Jože Plečnik, 1922-33, Architecture in Detail, Phaidon Press, London 1995, ISBN 0-7148-3351-7
- Automobiles by Architects, Wiley-Academy, London 2000, ISBN 0-471-60786-X
- Architects + Engineers = Structures, Wiley-Academy, London 2002, ISBN 0-471-49825-4
- Future Systems, Zlatý řez, Prague 2002 (spolu s Janem Kaplickým, Michaelou Kadnerovou a Janou Tichou), ISBN 80-901562-6-6
- ‘Art + Architecture’, Architectural Design, no. 163, vol. 73, no. 3, redaktor, May/June 2003, ISBN 0-470-84773-5
- Czech Inspiration - Česká inspirace, Fraktaly, Praha 2005 (spolu s Janem Kaplickým), ISBN 80-86627-09-8
- Reflections of Prague: Journeys through the 20th century, John Wiley & Sons, Chichester 2006, ISBN 0-470-02219-1
- Praha za zrcadlem: Putování 20. stoletím, Argo, Praha 2007, ISBN 978-80-7203-947-0
- Jan Kaplický Výkresy, Kaplicky Centre, Praha 2015, (spolu s Richard Rogers), ISBN 978-80-260-7524-0, International Deutsches Architekturmuseum Architectural Book Award, 2015
- Tatra – The Legacy of Hans Ledwinka, nové vydání, Veloce Publishing, Dorchester 2015, ISBN 978-1-845847-99-9, (spolu s John G. Henry, předmluva Norman Foster, prolog Erich Ledwinka)
- Heda Margoliová-Kovályová a Helena Třeštíková, Hitler, Stalin a já: Ústní historie 20. století, Mladá fronta, Praha 2015, ISBN 978-80-204-3625-2 (k vydání připravil Ivan Margolius)
- Tatra – Odkaz Hanse Ledwinky, Argo, Praha 2020, ISBN 978-80-257-3066-9, (spolu s John G. Henry, předmluva Norman Foster, prolog Erich Ledwinka)
- Jan Kaplický – Pro budoucnost a pro krásu, CPress, Brno 2020, ISBN 978-80-264-3350-7 Cena Miroslava Ivanova za literaturu faktu, 2021.
- Jan Kaplický – For the Future and For Beauty, Edition Axel Menges, Stuttgart 2022, ISBN 978-3-86905-025-6.
- Riflessi di Praga, Poldi Libri, Granze 2023, ISBN 978-88-940346-3-9.
- Škoda Laurin & Klement 1856-1991 - značka osvědčená v celém světě, Argo, Praha 2024, ISBN 978-80-257-4259-4, (spolu s Charlesem Meislem).

## Ocenění
- 1991 Cugnot Book Award of Distinction, Society of Automotive Historians.[6]
- 1993 Cugnot Book Award of Distinction, Society of Automotive Historians.[6]
- 2014 Druhá cena, British Czech and Slovak Association International Writing Competition.[7]
- 2015 International Deutsches Architekturmuseum Architectural Book Award.[8]
- 2017 První cena, British Czech and Slovak Association International Writing Competition.[9]
- 2019 Pamětní stříbrná medaile Jana Masaryka.[10][11]
- 2021 Cena Miroslava Ivanova za literaturu faktu.[12]
- 2024 Druhá cena, British Czech and Slovak Association International Writing Competition.[13]